# Bob Gaudio
Robert John Gaudio (Bronx, 17 de novembro de 1942) é um cantor, compositor, musicista, tecladista, vocalista de apoio e produtor musical norte-americano.